# Elezioni generali nel Regno Unito del 2017
Le elezioni generali nel Regno Unito del 2017 si tennero l'8 giugno per il rinnovo della Camera dei comuni; ebbero luogo in anticipo rispetto alla scadenza naturale della precedente legislatura, inaugurata nel 2015, dopo che il 19 aprile era stata approvata una mozione per lo scioglimento dell'assemblea. L'annuncio di tale mozione era stato dato il giorno prima dal primo ministro Theresa May.
Il Partito Conservatore, al governo dal 2015 (e come leader di coalizione dal 2010), difendeva una maggioranza di 12 seggi rispetto al minimo necessario per governare contro il Partito Laburista, il principale partito di opposizione guidato da Jeremy Corbyn. Theresa May sperava di ottenere una maggioranza molto maggiore per i conservatori, per "rafforzare il governo in vista dei negoziati per la Brexit".
Alcuni dei sondaggi avevano mostrato un vantaggio di 20 punti percentuali sui laburisti prima dell'indizione delle elezioni, ma il vantaggio si è ridotto all'avvicinarsi delle elezioni. Infatti, il partito Conservatore ha perso la propria maggioranza e l'elezione ha portato ad un hung parliament. A seguito dei risultati, i conservatori hanno dato inizio ad una trattativa con il Partito Unionista Democratico (DUP) dell'Irlanda del Nord, i cui 10 seggi conquistati potevano permettere la formazione di un governo di minoranza con il sostegno del DUP.
Nonostante la permanenza all'opposizione per la terza elezione di fila, i laburisti hanno ottenuto la percentuale maggiore di voto popolare sin dalle elezioni del 2001 ed è stata la prima elezione dal 1997 in cui il partito ha ottenuto più seggi di quanti ne ha persi. Il partito Conservatore, nonostante la perdita della maggioranza dei seggi, ha ottenuto la più alta percentuale di voto sin dalle elezioni del 1983; questi dati hanno rappresentato un ritorno alla politica bipartitica nel paese.
Il terzo maggiore partito, il Partito Nazionale Scozzese (SNP) ottenne 56 sui 59 seggi scozzesi nel 2015, ma con le elezioni del 2017 ha ridotto la propria presenza a Westminster a 35 deputati. 12 dei seggi persi sono andati ai conservatori, contrariamente al trend in altre parti del Regno Unito. In parte, la ragione è stata attribuita al contrasto degli scozzesi verso la politica del SNP diretta allo svolgimento di un altro referendum sull'indipendenza della Scozia. I Liberal Democratici hanno sottratto diversi seggi ai conservatori e al SNP, ma hanno anche perso seggi, con un incremento netto di tre deputati. Nell'Irlanda del Nord, il Partito Unionista Democratico e Sinn Féin hanno entrambi ottenuto seggi in più, sottraendo tutti i seggi detenuti dal Partito Unionista dell'Ulster (UUP) e dal Partito Social Democratico e Laburista (SDLP). Il sostegno al Partito per l'Indipendenza del Regno Unito, che aveva ottenuto una porzione consistente del voto popolare nel 2015, è stato in gran parte spazzato via. Il Partito Verde di Inghilterra e Galles ha mantenuto il proprio seggio, e vi è stato un deputato indipendente eletto nel collegio nordirlandese di North Down.
Le posizioni sulla Brexit a seguito dell'attivazione dell'Articolo 50 dei Trattati sull'Unione Europea nel marzo 2017 per lasciare l'Unione europea hanno caratterizzato la campagna elettorale, come anche altri importanti argomenti quali l'economia, l'istruzione, la disoccupazione e il Servizio Sanitario Nazionale. Dopo i due gravi attentati del 22 maggio a Manchester e del 3 giugno a Londra, ognuno dei quali ha portato a una breve sospensione della campagna elettorale, la sicurezza nazionale è divenuto un punto centrale a livello elettorale.
Nel corso della legislatura, per la resilienza che ha dimostrato nei confronti del Governo, la Camera dei comuni nata da queste elezioni è stata definita Stubborn Parliament.

## Antefatto

### Le precedenti elezioni
Le elezioni precedenti, tenutesi il 7 maggio 2015, hanno visto una vittoria dei Conservatori, guidati dal primo ministro in carica David Cameron. Questa vittoria dei Tories, che col sistema elettorale first-past-the-post hanno ottenuto il 51% dei seggi con il 37% dei voti, è stata una sorpresa per la maggioranza degli analisti e dei sondaggisti, che prevedevano un serrato testa a testa con il Labour.
In seguito alla sconfitta degli altri partiti, si sono verificati diversi cambi di leadership ai vertici delle opposizioni. Nelle ore successive allo spoglio hanno annunciato le proprie dimissioni il leader del Labour Ed Miliband, il leader di Ukip Nigel Farage, e il leader dei Liberal Democratici Nick Clegg. In seguito ad un'elezione interna ai Laburisti Jeremy Corbyn è diventato il nuovo leader del partito il 12 settembre 2015.

### Il referendum sulla Brexit
In ottemperanza di una promessa elettorale, la maggioranza conservatrice alla Camera dei Comuni ha stabilito che si sarebbe tenuto un referendum sulla permanenza o meno del Regno Unito nell'Unione europea, da tenersi il 23 giugno 2016. Il primo ministro David Cameron si è schierato per la permanenza del Paese nell'Unione, mentre una parte non indifferente del suo stesso Partito Conservatore si è posizionata in favore di un'uscita. L'esito ha sancito la vittoria del Leave sul Remain (52% contro 48%), portando Cameron alle dimissioni sia da premier che da leader del partito. I parlamentari conservatori hanno eletto la ministra dell'Interno Theresa May nuova leader del partito, e di conseguenza nuova premier del Regno Unito.

### L'anticipazione delle elezioni
Dopo aver assicurato più volte nel corso di diversi mesi che le elezioni si sarebbero tenute alla scadenza naturale delle legislatura nel 2020, il 18 aprile 2017 la premier May ha annunciato una mozione in Parlamento per lo scioglimento anticipato della Camera dei Comuni. La mozione, che fissava la data della futura consultazione all'8 giugno 2017, è stata approvata il giorno successivo con una maggioranza superiore alla soglia richiesta dei due terzi, e l'appoggio di larga parte dell'opposizione (522 favorevoli, 13 contrari). Dal momento che la Camera ha fissato lo svolgimento delle nuove elezioni esattamente 50 giorni prima della data del voto, la stessa elezione è stata chiamata dai media una snap election, cioè un'elezione lampo.
La giustificazione presentata dalla premier May per l'anticipazione del voto riguarda la Brexit, ovvero la procedura di uscita del Regno Unito dall'Unione Europea. Durante il discorso del 18 aprile 2017 fuori dal portone del n.10 di Downing Street, May ha dichiarato di voler affrontare una nuova sfida elettorale per consolidare la maggioranza parlamentare favorevole alla Brexit, andando così a "rinforzare la nostra mano nelle trattative" con l'Unione Europea.

## Sistema elettorale
La Camera dei Comuni, il ramo elettivo del Parlamento britannico, è composta da 650 membri, eletti in collegi uninominali con il metodo first-past-the-post (il primo piglia tutto). Ciò significa che l'8 giugno 2017 ognuno dei 650 collegi elettorali britannici, detti constituencies, ha eletto un singolo parlamentare; in ogni collegio è stato eletto il candidato che ha ottenuto anche solo un voto più di ciascun concorrente, indipendentemente dalla percentuale dei voti ottenuti.

### Grafico

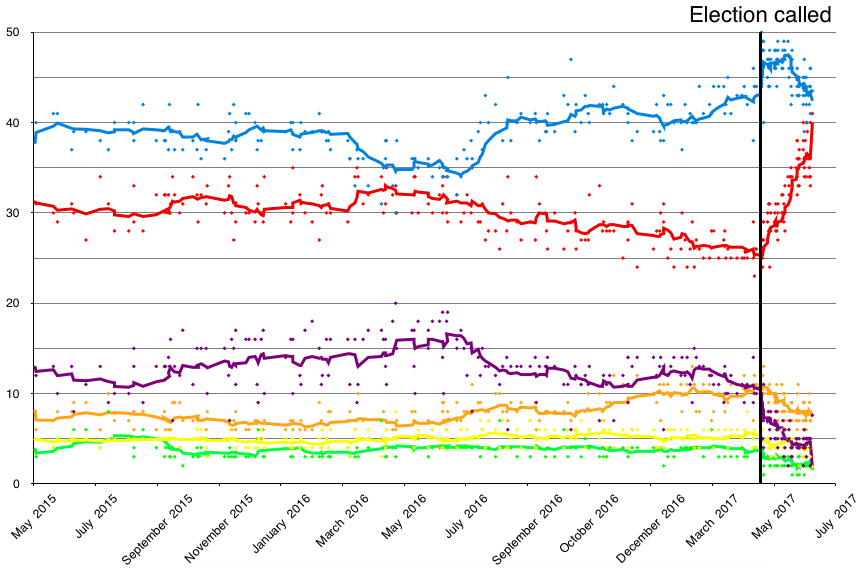

## Sondaggi

### Previsione dell'attribuzione dei seggi
| Partiti             | Risultato delle elezioni 2015         | Election Forecast del 7 giugno 2017   | Electoral Calculus del 7 giugno 2017  | Lord Ashcroft del 6 giugno 2017       | Elections Etc.del 2 giugno 2017       | New Statesman del 6 giugno 2017       | YouGov del 7 giugno 2017                                                  | Britain Elects del 7 giugno 2017      |
| ------------------- | ------------------------------------- | ------------------------------------- | ------------------------------------- | ------------------------------------- | ------------------------------------- | ------------------------------------- | ------------------------------------------------------------------------- | ------------------------------------- |
| Conservatori        | 330                                   | 371                                   | 361                                   | 357                                   | 360                                   | 339                                   | 302                                                                       | 353                                   |
| Laburisti           | 232                                   | 199                                   | 215                                   | 222                                   | 210                                   | 224                                   | 269                                                                       | 219                                   |
| SNP                 | 56                                    | 50                                    | 48                                    | 45                                    | 48                                    | 57                                    | 44                                                                        | 46                                    |
| Liberal Democratici | 8                                     | 7                                     | 4                                     | 4                                     | 9                                     | 8                                     | 12                                                                        | 9                                     |
| Plaid Cymru         | 3                                     | 2                                     | 3                                     | 1                                     | 3                                     | —                                     | 2                                                                         | 3                                     |
| Verdi               | 1                                     | 1                                     | 1                                     | 0                                     | 1                                     | —                                     | 1                                                                         | 1                                     |
| UKIP                | 1                                     | 1                                     | 0                                     | 0                                     | 0                                     | —                                     | 0                                                                         | 0                                     |
| Altri               | 19                                    | 1                                     | 18                                    | 19                                    | —                                     | —                                     | 20                                                                        | 19                                    |
| Implicazioni        | Maggioranza Conservatrice di 10 seggi | Maggioranza Conservatrice di 92 seggi | Maggioranza Conservatrice di 72 seggi | Maggioranza Conservatrice di 64 seggi | Maggioranza Conservatrice di 70 seggi | Maggioranza Conservatrice di 28 seggi | Nessuna Maggioranza Parlamentare (Conservatori a 24 seggi dall'ottenerla) | Maggioranza Conservatrice di 56 seggi |

## Risultati elettorali
I risultati per tutti i collegi elettorali del Regno Unito ad eccezione di Kensington sono stati diffusi la mattina dopo le elezioni; i conservatori sono rimasti il maggiore partito, ma senza una maggioranza assoluta dei seggi.
In Scozia, i conservatori, i laburisti e i Liberal Democratici hanno strappato seggi al Partito Nazionale Scozzese (SNP), le cui perdite sono state attribuite principalmente all'opposizione sulla proposta di un secondo referendum sull'indipendenza. I conservatori si sono posizionati secondi per la prima volta dalle elezioni del 1992, hanno ottenuto il maggior numero di seggi in Scozia sin dalle elezioni generali del 1983 e hanno registrato la più alta percentuale di voto scozzese sin dalle elezioni del 1979. I conservatori scozzesi sono divenuti il maggiore partito unionista della Scozia per la prima volta dalle elezioni del 1955. Alle elezioni generali del 2015 il SNP aveva ottenuto 56 dei 59 seggi scozzesi a Westminster.

La composizione della Camera dei Comuni della LVII legislatura.

In Inghilterra i laburisti hanno tolto seggi ai conservatori; i liberal democratici hanno perso 4 seggi, tra cui Sheffield Hallam, difesa dall'ex Vice Primo Ministro Nick Clegg, ma hanno riconquistato otto seggi detenuti in passato, tra cui Twickenham, ri-ottenuto da Vince Cable.
Nel Galles i laburisti hanno strappato tre seggi ai conservatori, mentre Plaid Cymru ha strappato ai liberal democratici un seggio, Ceredigion.
In Irlanda del Nord i partiti minori hanno avuto cattive performance: il Partito Social Democratico e Laburista, il Partito Unionista dell'Ulster e il Partito dell'Alleanza dell'Irlanda del Nord non sono riusciti ad ottenere seggi; tutti i seggi nordirlandesi sono stati ottenuti dal Partito Unionista Democratico (DUP, 10 seggi) e da Sinn Féin (7 seggi), con l'eccezione del seggio di North Down detenuto dall'unionista indipendente Sylvia Hermon. Il rapporto finale tra unionisti e nazionalisti tra i deputati dell'Irlanda del Nord è rimasto lo stesso (11 unionisti contro 7 nazionalisti).
Il risultato ha portato il DUP ad essere l'ago della bilancia, e Theresa May ha annunciato che intende costituire un governo di minoranza con il sostegno del DUP. Sinn Fein, che ha ottenuto il migliore risultato dalla Partizione d'Irlanda, ha confermato successivamente che avrebbe mantenuto la sua politica di astensionismo, lasciando quindi i conservatori a cinque seggi dalla maggioranza assoluta. Questo astensionismo è stato criticato da diverse persone, tra cui Micheál Martin, leader di Fianna Fáil nella repubblica d'Irlanda, che ha anche commentato la risultante mancanza di rappresentanza nazionalista alla Camera dei Comuni.
Il Partito per l'Indipendenza del Regno Unito (UKIP) non è riuscito a ottenere alcun seggio, ed ha subito una forte perdita di voti. Il leader del partito Paul Nuttall è arrivato terzo nel collegio di Boston and Skegness e si è dimesso dalla carica presso il partito il giorno successivo alle elezioni.
Dopo lo spoglio in tutti i 650 collegi, i risultati sono stati i seguenti:
| Partito | Partito                        | Leader                          | Eletti | Eletti | Eletti    | Eletti  | Voti     | Voti  | Voti    | Voti |
| Partito | Partito                        | Leader                          |        | %      |           | ±       |          | %     | ±       |      |
| ------- | ------------------------------ | ------------------------------- | ------ | ------ | --------- | ------- | -------- | ----- | ------- | ---- |
|         | Conservatore                   | Theresa May                     | 317    | 48,8%  | 317 / 650 | 13      | 13632914 | 42,3% | 5,4     |      |
|         | Laburista                      | Jeremy Corbyn                   | 262    | 40,3%  | 262 / 650 | 30      | 12874985 | 40,0% | 9,5     |      |
|         | Nazionale Scozzese             | Nicola Sturgeon                 | 35     | 5,4%   | 35 / 650  | 21      | 977569   | 3,0%  | 1,7     |      |
|         | Liberal Democratici            | Tim Farron                      | 12     | 1,8%   | 12 / 650  | 4       | 2371772  | 7,4%  | 0,5     |      |
|         | Unionista Democratico          | Arlene Foster                   | 10     | 1,5%   | 10 / 650  | 2       | 292316   | 0,9%  | 0,3     |      |
|         | Sinn Féin                      | Gerry Adams                     | 7      | 1,1%   | 7 / 650   | 3       | 238915   | 0,7%  | 0,2     |      |
|         | Plaid Cymru                    | Leanne Wood                     | 4      | 0,6%   | 4 / 650   | 1       | 164466   | 0,5%  | 0,1     |      |
|         | Verdi                          | Jonathan Bartley Caroline Lucas | 1      | 0,2%   | 1 / 650   | Stabile | 525371   | 1,6%  | 2,1     |      |
|         | Speaker                        | John Bercow                     | 1      | 0,2%   | 1 / 650   | Stabile | 34299    | 0,1%  | Stabile |      |
|         | Indipendenti                   | Sylvia Hermon                   | 1      | 0,2%   | 1 / 650   | Stabile | 16148    | 0,1%  | Stabile |      |
|         | Indipendenza del Regno Unito   | Paul Nuttall                    | 0      | 0,0%   | 0 / 650   | 1       | 593852   | 1,8%  | 10,8    |      |
|         | Social Democratico e Laburista | Colum Eastwood                  | 0      | 0,0%   | 0 / 650   | 3       | 95419    | 0,3%  | Stabile |      |
|         | Unionista dell'Ulster          | Robin Swann                     | 0      | 0,0%   | 0 / 650   | 2       | 83280    | 0,3%  | 0,1     |      |
|         | Alleanza dell'Irlanda del Nord | Naomi Long                      | 0      | 0,0%   | 0 / 650   | Stabile | 64553    | 0,2%  | Stabile |      |
|         | Altri                          |                                 | 0      | 0,0%   | 0 / 650   | Stabile | 200384   | 0,6%  | 0,3     |      |
| Totale  | Totale                         | Totale                          | 650    | 100%   |           |         | 32196918 |       |         |      |

| 317          | 10  |  |  |  |  | 7 | 12 | 35  | 262       |
| Conservatori | DUP |  |  |  |  |   | LD | SNP | Laburisti |

|                     |                     |  |       |       |
| ------------------- | ------------------- |  | ----- | ----- |
| Conservatori        | Conservatori        |  | 42,3% | 42,3% |
| Laburisti           | Laburisti           |  | 40,0% | 40,0% |
| Liberal-Democratici | Liberal-Democratici |  | 7,4%  | 7,4%  |
| SNP                 | SNP                 |  | 3,0%  | 3,0%  |
| DUP                 | DUP                 |  | 0,9%  | 0,9%  |
| Altri               | Altri               |  | 6,4%  | 6,4%  |

|                       |                       |  |       |       |
| --------------------- | --------------------- |  | ----- | ----- |
| Conservatori          | Conservatori          |  | 48,8% | 48,8% |
| Laburisti             | Laburisti             |  | 40,3% | 40,3% |
| Nazionalisti Scozzesi | Nazionalisti Scozzesi |  | 5,4%  | 5,4%  |
| Liberal-Democratici   | Liberal-Democratici   |  | 1,8%  | 1,8%  |
| Unionisti Democratici | Unionisti Democratici |  | 1,5%  | 1,5%  |
| Altri                 | Altri                 |  | 2,2%  | 2,2%  |